# Lars Schiersand
Lars Schiersand (* 14. Februar 1975 in Melle) ist ein ehemaliger deutscher Fußballspieler.

## Karriere

### Vereine
Schiersand begann seine Fußballerlaufbahn in der Jugend des TuS Einigkeit Melle. Bereits als C-Jugendlicher wechselte er zu Concordia Belm-Powe, blieb dort zwei Spielzeiten lang und wechselte anschließend in die A-Jugend des VfL Osnabrück. Nach dem Abstieg des Vereins aus der 2. Bundesliga wurde er 1993 in den Regionalliga-Kader berufen. 2000 stieg er mit dem VfL Osnabrück in die 2. Bundesliga auf und absolvierte in der Folgesaison 28 Zweitligaspiele, in denen er ein Tor erzielte.
Nach dem erneuten Abstieg der Osnabrücker erhielt Lars Schiersand keinen neuen Vertrag und ging im Sommer 2001 zum Regionalligaaufsteiger Holstein Kiel. Dort spielte er bis Januar 2005, ehe er zum SV Meppen wechselte. Nach einem knappen Jahr verpflichteten ihn die Sportfreunde Lotte im Januar 2006, mit denen er in der Saison 2007/08 aus der Oberliga Westfalen in die neue Regionalliga West aufstieg. In der Winterpause der Saison 2009/10 wechselte er zum BSV Rehden in die Oberliga Niedersachsen-West, wo er zwei Jahre später seine Karriere beendete. Sein letztes Spiel absolvierte er am 14. August 2011 ausgerechnet gegen die zweite Mannschaft des VfL Osnabrück.

### Nationalmannschaft
1991 nahm er mit der deutschen U-16-Nationalmannschaft an der vom 8. bis 18. Mai in der Schweiz ausgetragenen Europameisterschaft teil.

## Erfolge
- Zweiter der U-16-Europameisterschaft 1991

## Sonstiges
Lars Schiersand ist mit Annika van Tongern verheiratet und Vater eines Sohnes und einer Tochter.